# Władysław Malecki

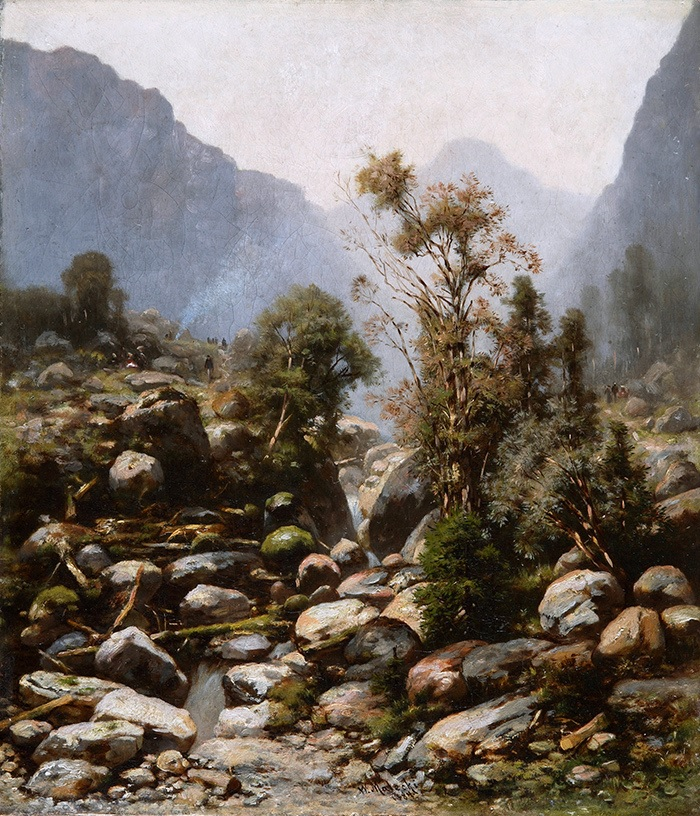
Hegyvidéki táj

Władysław Malecki (Masłów, 1836. január 3. – Szydłowiec, 1900. március 5.) lengyel realista stílusú tájképfestő.

## Élete
Elszegényedett nemesi családba született. Az apja kormányzati hivatalnokként dolgozott, a gazdaságok és ipari üzemek jövedelmével foglalkozott.  Nem sokkal a második fiú születése után a család Suchedniówba költözött, ahol az apja egy bányavállalat pénztárosa lett.
1852 és 1856 között festészetet tanult a varsói Képzőművészeti Akadémián, Chrystian Breslauer vezetésével. 1856-ban Antonio Sacchetti díszítőműhelyében alkalmazták a mester segédjeként. 1861-ben mutatta be először műveit a Képzőművészeti Társaság kiállításán.
Egy ösztöndíj lehetővé tette számára, hogy külföldön tanuljon; először a Bécsi Iparművészeti Egyetemen, majd a Müncheni Képzőművészeti Akadémián, ahol Eduard Schleichnél tanult. Ekkor döntött úgy, hogy a tájképfestészetnek szenteli magát. A diploma megszerzése után, 1879-ben rengeteget utazott; Bajorországban, Tirolban és az Alpokban dolgozott.

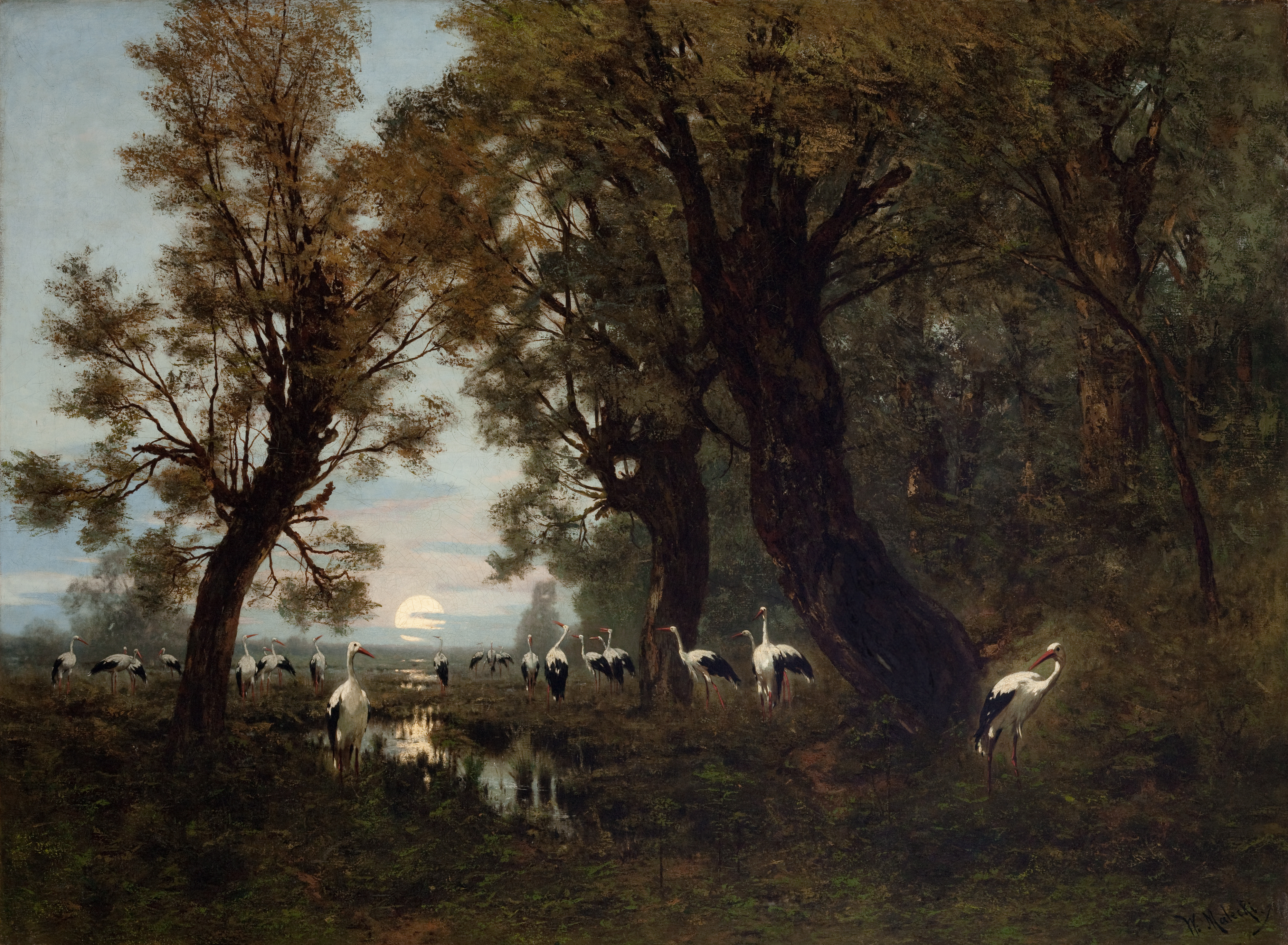
Gólyacsapat

Festményei kevés elismerést kaptak Lengyelországban, noha az 1870-es években több érmet nyert a londoni és bécsi kiállításokon. 1880-ban visszatért Lengyelországba, és mivel nem talált állandó állást, művészetoktatással foglalkozott egy kołói magániskolában. Rövid időre még Münchenbe is visszament. Az 1890-es évek elején újra hazatért, és megpróbált újra tanítani, de anyagi helyzete tovább romlott.
Később több kisvárost is felkeresett, egészen 1898-ig, amikor Szydłowiec polgármestere, akinek tetszett a munkássága, megengedte neki, hogy a városháza harangtornyában lakjon, és ott legyen a műterme. Két évvel később ott halt meg, nyilvánvalóan az éhségtől és a kimerültségtől.

## Fordítás
- Ez a szócikk részben vagy egészben  a   Władysław Malecki című angol Wikipédia-szócikk ezen változatának fordításán alapul.  Az eredeti cikk szerkesztőit annak laptörténete sorolja fel. Ez a jelzés csupán a megfogalmazás eredetét és a szerzői jogokat jelzi, nem szolgál a cikkben szereplő információk forrásmegjelöléseként.